# Fabre (Uruguay)
Fabre es una localidad uruguaya del departamento de San José.

## Denominación
De acuerdo a las Directrices Departamentales de Ordenamiento Territorial y Desarrollo
Sostenible del departamento de San José, la urbanización ubicada en el km 78 de la ruta 3, es designada como Fabre. Esta misma urbanización coincide con la localidad censal Cañada Grande a los efectos del censo nacional del Instituto Nacional de Estadística.

## Ubicación
La localidad se encuentra situada en la zona sur del departamento de San José, sobre la cuchilla Mangrullo y junto a la ruta 3, en su km 78.

## Población
La localidad cuenta con una población de 59 habitantes, según el censo del año 2011.
| 69            | 59 |
| (Fuente: INE) |    |